# Torre Guil
Torre Guil es una urbanización perteneciente a la pedanía de Sangonera la Verde en el municipio de Murcia. La población de Torre Guil 711 habitantes (357 varones y 353 mujeres) según el INE 2011. En Torre Guil tiene su ubicación el CEMACAM situado en la urbanización Torre Guil. Se encuentra a unos 9 km de Murcia

## Naturaleza
Parque natural Majal Blanco: La finca El Majal Blanco, de 892 ha, es una finca del Ayuntamiento de Murcia, (siendo su anterior propietario D. Andrés Romero), que se encuentra situada en la Sierra de Carrascoy, dentro de los límites del Parque Regional Carrascoy-El Valle. Al Majal Blanco se accede por Sangonera la Verde y sólo puede visitarse a pie o en bicicleta. Cuenta con un Centro de Interpretación de la Naturaleza del Ayuntamiento de Murcia y un Aula de Naturaleza, cuyo equipamiento funciona con energías alternativas. El Punto de Información se encuentra situado en Torre Guil.

## Lugares de interés
- Parque natural de Carrascoy y el Valle
- Urbanización "Torre Guil"
- Cemacam Torre Guil
- Parque natural Majal Blanco
- Torre de Guil

- Datos: Q11704637